# Distrito Regional de Cowichan Valley
O Distrito Regional de Cowichan Valley (enumerado como 10) é um dos vinte e nove distritos regionais da Colúmbia Britânica, no oeste do Canadá. A partir do censo canadense de 2011, o distrito regional tinha uma população de 80.332 habitantes. Os escritórios distritais regionais estão na cidade de Duncan.